# 김준호 (보디빌더)
김준호(1969년 4월 12일 ~ )는 대한민국의 남자 보디빌더 선수이다. 그는 중앙대학교를 졸업하였다.